# فرانكلين إل. ويست
فرانكلين إل. ويست (بالإنجليزية: Franklin L. West)‏ هو فيزيائي أمريكي، ولد في 1 فبراير 1885، وتوفي في 21 أكتوبر 1966.